# Ostrov u Bezdružic
Ostrov u Bezdružic (en allemand : Wostrowa) est une commune du district de Plzeň-Nord, dans la région de Plzeň, en République tchèque. Sa population s'élevait à 202 habitants en 2019.

## Géographie
Ostrov u Bezdružic se trouve à 30 km au nord-ouest de Plzeň et à 102 km à l'ouest-sud-ouest de Prague.
La commune est limitée par Úterý, Blazim et Krsy au nord, par Úněšov à l'est, par Křelovice au sud, et par Konstantinovy Lázně et Bezdružice à l'ouest.

## Histoire
La première mention écrite de la localité date de 1483.

## Administration
La commune se compose de trois sections :
- Krsov
- Ostrov u Bezdružic
- Pláň

## Galerie

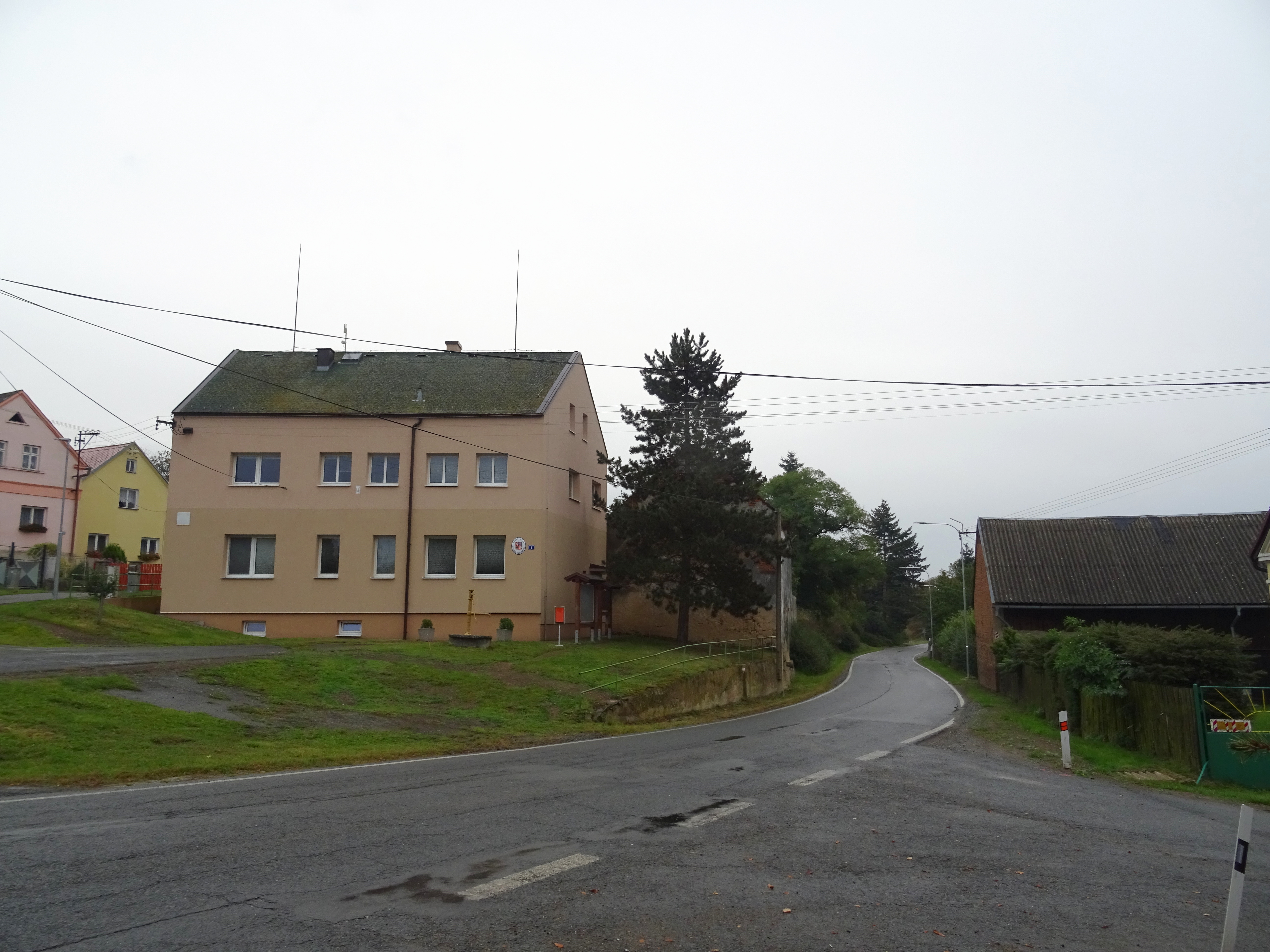
Rue principale et mairie.
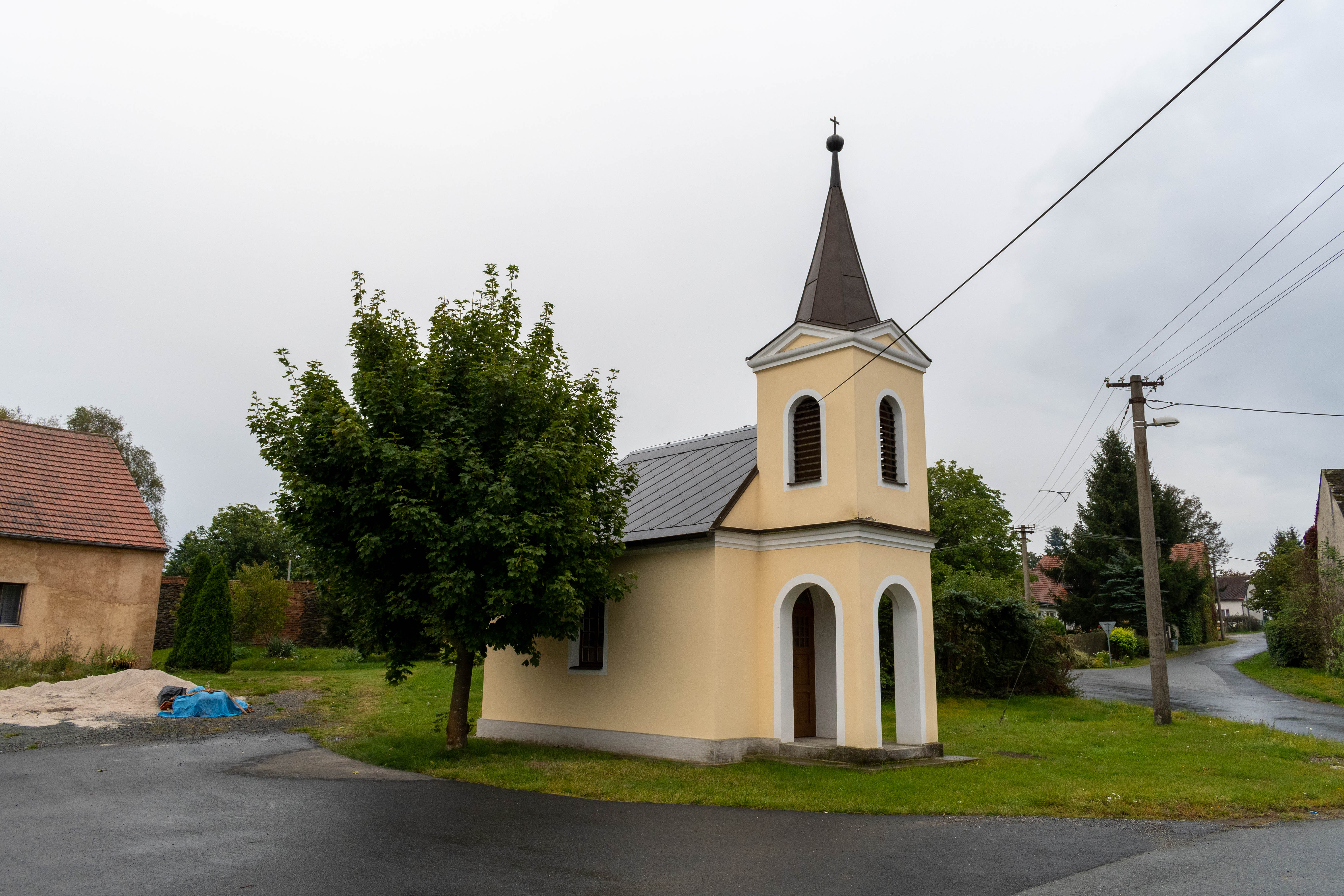
Chapelle à Krsov.

## Transports
Par la route, Ostrov u Bezdružic se trouve à 23 km de Toužim, à 35 km de Plzeň et à 127 km de Prague. 